# Tia Texada
Tia Nicole Tucker, conocida artísticamente como Tia Texada ( Luisiana, 14 de diciembre de 1971) es una actriz y cantante estadounidense conocida por sus actuaciones en series como Third Watch y Huge. También ha trabajado como actriz de voz para anuncios del programa deportivo The NFL Today.

## Trayectoria
La trayectoria cinematográfica de Texada es en su mayor parte en la pequeña pantalla como actriz secundaria en series como In Plain Sight, Chuck, Saving Grace, Everybody Hates Chris, The Unit y Criminal Minds.
Entre su filmografía más destacada se encuentran producciones como From Dusk Till Dawn, Paulie, Nurse Betty, Bait, Thirteen Conversations About One Thing, Glitter, Phone Booth, Spartan.
Como modelo ha aparecido en las revistas FHM y Maxim.